# Therdonne
Therdonne é uma comuna francesa na região administrativa de Altos da França, no departamento de Oise. Estende-se por uma área de 8,98 km². Em 2010 a comuna tinha 1 087 habitantes (densidade: 121 hab./km²).